# Auf, schmetternde Töne (BWV 207a)
Auf, schmetternde Töne der muntern trompeten, (Retentissez, sons éclatants des allègres trompettes) BWV 207a, est une cantate (drama per musica) profane de Johann Sebastian Bach composée à Leipzig en 1735 pour la fête de l'électeur Auguste III de Pologne. Les Nouvelles de Leipzig nous informent que la musique sera exécutée « solennellement et avec illumination dans les jardins de la maison Zimmermann, près de la porte de Grimma. » 
Le texte est, sans doute, de Christian Friedrich Henrici (Picander). C'est un réemploi, à trois récitatifs près, de la cantate BWV 207, composée dix ans auparavant pour la nomination d'un professeur de droit à l'université.

## Structure et instrumentation
La cantate est écrite pour trois trompettes, timbales, deux flûtes traversières, deux hautbois d'amour, taille (hautbois ténor), deux violons, alto et basse continue, quatre solistes (soprano, alto, ténor, basse) et chœur en quatre parties.
Il y a dix mouvements :
1. chœur : Auf, schmetternde Töne der muntern Trompeten
2. récitatif (ténor) : Die stille Pleiße spielt
3. aria (ténor) : Augustus' Namenstages Schimmer
4. récitatif (soprano, basse) : Augustus' Wohl ist der treuen Sachsen Wohlergeh'n
5. aria (soprano) : Mich kann die süße Ruhe laben/Ich kann hier mein Vergnügen  5a ritournelle en ré majeur
6. récitatif (alto) : Augustus schutzt die frohen Felder
7. aria (alto) : Preiset, spate Folgezeiten
8. récitatif (soprano, alto, ténor) : Ihr Fröchlichen, herbei!
9. chœur : August lebe! Lebe König!
10. marche instrumentale